# 人斬り与太 狂犬三兄弟
『人斬り与太 狂犬三兄弟』（ひときりよた きょうけんさんきょうだい）は、1972年10月25日に公開された日本映画。監督は深作欣二、主演は菅原文太。「人斬り与太シリーズ」第2作。

## 概要
前作と設定や登場人物に関連性はない。前作『現代やくざ 人斬り与太』がヒットしたため、岡田茂東映社長から「すぐ次作れ」と指示が出た。主演・菅原文太、監督・深作欣二コンビによる次作『仁義なき戦い』へなだれ込む重要作である。『仁義なき戦い』の深作監督起用は、菅原が俊藤浩滋プロデューサーに「『現代やくざ 人斬り与太』『人斬り与太 狂犬三兄弟』を見て下さい」と頼み、この二作を観た俊藤が深作に「『仁義なき戦い』の監督をやらないか」と打診したとされる。菅原文太と田中邦衛の初顔合わせでもあり、本作の田中は『仁義なき戦い』の槙原政吉のキャラ設定で、手持ちカメラによる撮影シーンなどもあり、『仁義なき戦い』のプロトタイプ満載の映画といえる。本作のプロデューサー・吉田達によれば、劇団俳優座所属の田中がよく東映で出たのは、俳優座代表の佐藤正之が岡田茂と親友で、東映からお金を借りているのになかなか返さず、その肩代わりで俳優座所属の俳優が東映映画に出るようになったと話している。また脚本の松田寛夫、神波史男のコンビにとっても「女囚さそりシリーズ」へなだれ込む作品となる。本作の渚まゆみも「女囚さそり」の梶芽衣子同様、一言もセリフを発しない。
"狂犬三兄弟"という題名は、岡田東映社長が命名に難航し、自宅の便所に長らく籠り、便所から飛び出し「出た! 狂犬三兄弟や!」と叫び、本来出すべきものと一緒に出したものである。深作もこの題名を聞いて一発で受け入れたという。

## スタッフ
- 監督：深作欣二
- 企画：俊藤浩滋、吉田達
- 脚本：松田寛夫、神波史男
- 撮影：仲沢半次郎
- 録音：井上賢三
- 照明：元持秀雄
- 美術：北川弘
- 音楽：津島利章
- 編集：田中修
- 助監督：澤井信一郎
- 記録：山内康代
- 擬闘：日尾孝司
- 進行主任：坂上順
- 装置：吉田喜義
- 装飾：五十嵐清治
- 美粧：須々木善二郎
- 美容：宮島孝子
- 衣装：長谷稔
- 演技事務：山田光男
- 現像：東映化学

## 出演者
- 権藤勝男：菅原文太
- 大野正吉：田中邦衛
- 桂木道代：渚まゆみ
- 志賀進：今井健二
- 谷：三谷昇
- 五十嵐武男：室田日出男
- 大野まさ：菅井きん
- 志賀の女：小林千枝
- けい子：松井康子
- 安達三郎：藤山浩二
- 南：植田灯孝
- 村井の妻：東竜子
- 権藤の女：由貴リエ
- ホステス：城恵美
- 田口：河合絃司
- 茂：小林稔侍
- 滝川：日尾孝司
- おけいの客：相馬剛三
- 中盆：滝島孝二
- 新政会組員：高月忠
- 村井組組員：三浦忍
- ボーイ：木村修
- 大野三郎：城春樹
- 博：誠直也
- 小崎：土山登志幸
- 曽根：木川哲也
- 新政会組員：畑中猛重
- おけいの客：佐川二郎
- 村井組組員：青木卓司
- おけいの客：美原亮三
- パンスケ：谷本小夜子、藤井まゆみ、竹村清女、章文栄
- 金物屋：小甲登枝恵
- 新政会組員：清水照夫
- おけいの客：山浦栄
- 田口の娘：亀井和子
- 佐竹俊次：渡辺文雄
- 貝塚剛：須賀不二男
- 村井和三郎：内田朝雄

## 製作

### 脚本
イタリア系マフィアを描いたジョルジュ・シムノンの小説「『リコ兄弟』（Les Freres Rico）をネタに出来ないか」と深作に前々から聞いていた脚本の神波史男が松田寛夫と同作をベースに脚本を書いた。深作は神波と松田と話しているときに「石川力夫でやろうとなった」、本作は「『仁義なき戦い』『県警対組織暴力』『仁義の墓場』につながっている」などと話している。また俊藤プロデューサーが話してくれた実在するヤクザのエピソード、三谷昇が博奕場で金がなくなり、掛け金の代わりに懐から蛇を出すシーンなどを取り入れられた。また暴力シーンは脚本にはない深作が現場で思いついたアイデアが幾つかあるという。1986年の湯布院映画祭で本作が上映され、上映後、深作と神波、三谷昇で、パネルディスカッションがあった。男性ファンは喜んでくれたが、女性を蔑視する内容があるため、女性からは顰蹙を買い、白人女性から「観るに堪えなかったので途中で出ました」などと言われたため、深作と神波は黙り、代わりに三谷が縷々擁護したという。

### 撮影
渚まゆみは前作『現代やくざ 与太者の掟』で深作と菅原文太に気に入られての再登板。劇中、全裸で逃げるシーンは楽しくてルンルンでやったという。母からは「もうやめれ」と言われたという。

## 作品の評価
加藤典洋は「私は『人斬り与太 狂犬三兄弟』は、テルアビブ空港乱射事件を念頭に作られた映画だと思います」と論じている。加藤は本作をリアルタイムで観たと話し、観客は数えるほどしかおらず、一週間ほどで打ち切られた、と述べている。

## 同時上映
『銀蝶流れ者 牝猫博奕』
- 脚本：松本功、山口和彦 / 監督：山口和彦 / 主演：梶芽衣子